# Gatineau Olympiques
Gatineau Olympiques (francouzsky Olympiques de Gatineau) je kanadský juniorský klub ledního hokeje, který sídlí v Gatineau v provincii Québec. Od roku 1973 působí v juniorské soutěži Quebec Major Junior Hockey League. Své domácí zápasy odehrává v hale Robert Guertin Centre s kapacitou 4 000 diváků. Klubové barvy jsou černá, bílá a stříbrná.
Nejznámější hráči, kteří prošli týmem, byli např.: David Krejčí, David Květoň, Martin Réway, Aleš Hemský, Radim Vrbata, Luc Robitaille, Jiří Fischer, Martin Biron, José Théodore, Éric Dazé nebo Sylvain Côté.

## Historické názvy
Zdroj: 
- 1969 – Hull Hawks
- 1969 – Hull Festivals
- 1976 – Hull Olympiques
- 2003 – Gatineau Olympiques

## Úspěchy
- Vítěz Memorial Cupu ( 1× )
  - 1997
- Vítěz QMJHL ( 7× )
  - 1985/86, 1987/88, 1994/95, 1996/97, 2002/03, 2003/04, 2007/08

## Přehled ligové účasti
Zdroj: 
- 1969–1973: Central Junior A Hockey League
- 1973–1976: Quebec Major Junior Hockey League (Západní divize)
- 1976–1981: Quebec Major Junior Hockey League (Lebelova divize)
- 1981–1982: Quebec Major Junior Hockey League
- 1982–1988: Quebec Major Junior Hockey League (Lebelova divize)
- 1988–1990: Quebec Major Junior Hockey League
- 1990–1999: Quebec Major Junior Hockey League (Lebelova divize)
- 1999–2005: Quebec Major Junior Hockey League (Ouestova divize)
- 2005–2006: Quebec Major Junior Hockey League (Západní divize)
- 2006–2008: Quebec Major Junior Hockey League (Telusova divize)
- 2008–2009: Quebec Major Junior Hockey League (Ouestova divize)
- 2009– : Quebec Major Junior Hockey League (Západní divize)